# Dennis Jale

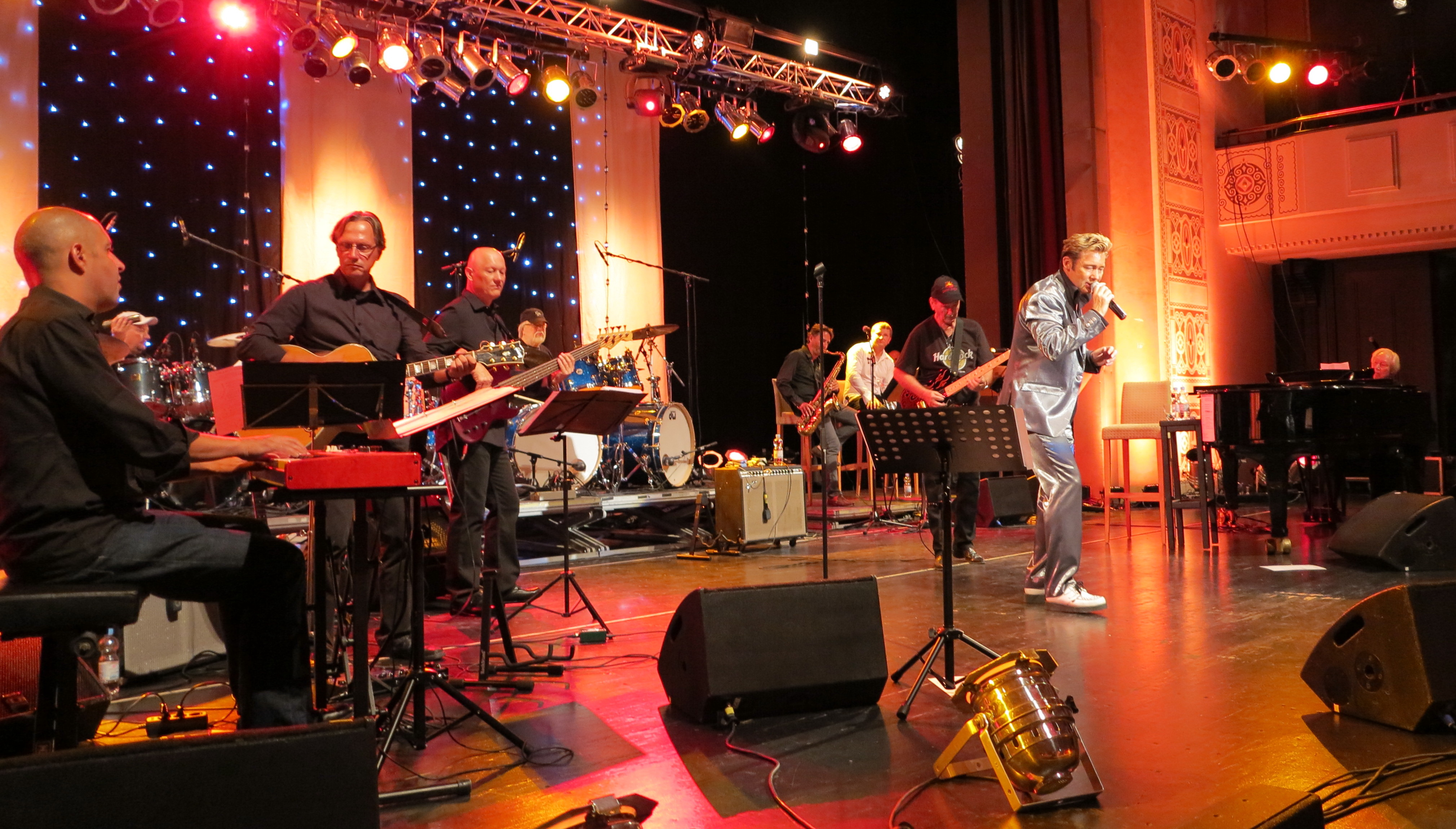
Dennis Jale (zweiter von rechts) mit der TCB Band 2013 beim European Elvis Festival in Bad Nauheim

Dennis Jale, geboren als Rainer-Dietfried Kaspar, ist ein österreichischer Rockmusiker.

## Leben und Karriere
Dennis Jale wuchs im Waldviertel auf. 1997 ging er in die USA, wo er in Las Vegas als Sänger arbeitete. Seine Stimme wurde mitunter mit der von George Michael oder Elvis Presley verglichen. Nach zwölf Monaten kam er wieder zurück und gründete mit Goran Mikulec die Band Jam Gang.
1999 wurde Dennis Jale vom Theater in der Josefstadt engagiert, wo er in verschiedenen Musicals spielte. Erste Bühnenerfahrung als Darsteller sammelte er im Wiener Rabenhof in "Picasso im Lapin Agile", einem abendfüllenden Stück, das 1993 von dem amerikanischen Schauspieler, Komiker, Autor, Produzenten und Musiker Steve Martin geschrieben wurde. Krista Stadler, Joachim Kemmer und Alexander Pschill waren hier seine Schauspielkollegen. Er gastierte neben bekannten einheimischen Musikergrößen unter anderem im Wiener Metropol im Rock-’n’-Roll-Musical "Be-Bop a Lulatsch", das mit 58 ausverkauften Vorstellungen eine der erfolgreichsten Wiener Produktionen der letzten Jahre war.
Seit 2002 spielt Dennis Jale jedes Jahr mit der Original-Elvis-Band TCB Band. Auch die Rockin’ Christmas Show und "Christmas Gospels" gehören zu seinem Repertoire. Inzwischen gastiert Dennis Jale europaweit in vielen großen Hallen, gibt Konzerte in Nashville, USA, tourt jährlich mit dem Kreuzfahrtschiff durch die Meere.
Unter dem Titel "Nothing Like Austria" erschien eine besonders gelungene Retrospektive "Was Österreich ausmacht" – unzählige Größen aller Genres, bis hin zu Sportlern und Schauspielern, wirkten mit. Dennis Jale produzierte gemeinsam mit Chaluk den Titelsong.
Erfolgreich läuft auch die periodische Fernseh-Serie der Gemeinde Wien MA 48 "Die Tandler Lounge" gemeinsam mit Sängerin Niddl. Die Sendung machte es sich zur Aufgabe, junge oder teilweise unbekannte Künstler vorzustellen. Daneben wird dem Thema "Nachhaltigkeit und Mülltrennung/-verwertung" Raum gegeben. Der österreichische Fernsehsender W24 dient als Plattform.
Neuestes Projekt von 2024 ist "The Rocking Three" – gemeinsam mit Niddl und Andy Lee Lang.
Jale lebt mit Ehefrau und seinen jüngsten zwei Kindern in Wien.